# 阿勒特角
54°5′S 37°9′W / 54.083°S 37.150°W
阿勒特角（英語：Alert Point），是南極洲的海岬，位於南喬治亞群島，處於珀維斯冰川終點北岸，由英國的研究隊繪入地圖，由英國海外領土管轄。